# Christian Immler (Autor)
Christian Immler (* 17. August 1964 in Dortmund) ist ein deutscher Sachbuchautor.
Er hat bisher mehr als 100 Titel zu Software- und Internetthemen veröffentlicht. Das Spektrum reicht von Einsteigerliteratur zu Windows bis hin zu Profithemen. Einen besonderen Namen machte er sich mit seinen Veröffentlichungen zu Spezialgebieten wie 3ds max, Knoppix, Palm OS und Windows Mobile. Viele seiner Bücher wurden in mehrere Sprachen übersetzt. 
Weiterhin betätigt sich Christian Immler als Journalist für verschiedene Computerzeitschriften und Onlinemedien und schreibt Originalhandbücher für Softwareprodukte. Er ist Absolvent der Hochschule Hannover.

## Veröffentlichungen (Auswahl)
- Das inoffizielle Windows 7-Buch, 1. Auflage, Franzis Verlag, München 2010, ISBN 978-3645600200.
- BlackBerry - nicht mehr als Sie brauchen: 10 Lektionen für Einsteiger, 1. Auflage, Addison-Wesley Verlag, München 2011, ISBN 978-3827331021.
- Dein Samsung Galaxy S 3: einfach alles können, 1. Auflage, Markt+Technik Verlag, München 2012, ISBN 978-3827248282.
- Das inoffizielle Samsung Galaxy S4 Buch - Holen Sie alles aus Ihrem S4 heraus: Anleitung, die besten Apps und viele Insider-Tipps und Tricks, 1. Auflage, Franzis Verlag, München 2013, ISBN 978-3645602655.
- Das große Franzis Handbuch für Windows 8.1: Alles, was Sie zu Windows 8.1 wissen müssen!, 1. Auflage. Franzis Verlag, München 2014, ISBN 978-3645602891.
- Das große Franzis Handbuch für Windows 10. Franzis, Haar bei München 2015, ISBN 978-3-645-60422-2.
- Mein Chromebook optimal nutzen, Bildner-Verlag, Passau 2021, ISBN 978-3-8328-0488-6.